# Emmanuel de La Villéon
Emmanuel de La Villéon (Fougères, 29 maggio 1858 – Parigi, 9 gennaio 1944) è stato un pittore e illustratore francese post-impressionista.

## Biografia
Emmanuel de La Villéon nacque in un'antica famiglia dell'aristocrazia bretone. All'età di 26 anni i suoi amici Alfred Roll e Pierre Emmanuel Eugène Damoye, vista la sua sincera inclinazione per l'arte, lo iniziarono alla pittura. Il giovane Emmanuel imparò rapidamente e si convinse che proprio l'arte era la sua strada. Pertanto, dopo sei anni di studi da autodidatta, si trasferì a Parigi (1890) ed entrò come allievo nell'Académie Julian, dove compì i suoi regolari studi d'arte.
 
La Villéon era appassionato di viaggi e amava variare la sua residenza e il paesaggio che lo circondava. Soggiornò quindi in diversi luoghi, presso suo fratello in Bretagna, nel castello di Montmuran, in Normandia da suo cugino, in Svizzera presso i genitori di sua moglie o nello Cher, da sua cognata. In ogni luogo dove andava disegnò dei bozzetti e dipinse dal vero. Nel 1889 fece il suo primo viaggio all'estero nei Paesi Bassi (Olanda), dove scoprì una nuova luminosità. Dal 1920 in poi si recò regolarmente a casa di ognuna delle sue tre figlie, a Magonza, a Grenoble e a Ymonville. Possedeva anche una casa di campagna nel dipartimento della Nièvre, dove soggiornò fra il 1900 e il 1936.
Colpito da una polmonite nel gennaio del '44, Emmanuel de La Villéon morì a Parigi all'età di 86 anni. Fu sepolto nel cimitero di Montparnasse.

## La carriera e l'arte
La Villéon era per sua naturale disposizione e sensibilità un paesaggista, e il suo mondo cromatico, sempre molto ricco di tinte, subì inevitabilmente l'influenza degli artisti più noti del suo tempo, come Claude Monet, Paul Cézanne o Vincent van Gogh. Il primo presidente dell'associazione "Les amis du musée Emmanuel-de-la-Villéon" lo descrisse come 
Nel 1909 La Villéon, assieme ad altri pittori, fondò la "Società moderna". La sua ispirazione e i colori che egli preferiva divennero vieppiù poetici, al pari di Odilon Redon, ma egli restò comunque e anzitutto un artista solitario che amava unicamente la natura e i paesaggi della sua giovinezza.

Le Villéon dipinse su molti tipi di supporti: acquarelli, pastelli e disegni su carta e cartoni, oli su tela e su legno.
Nel 1890 iniziò ad esporre al "Salon des Indépendants", al Salon della "Société nationale des beaux-arts", alla "Société moderne", al "Salon d'Automne", al "Salon des Tuileries" e in numerose gallerie parigine. Espose parimenti in provincia come all'estero, nel 1918 negli Stati Uniti e in Canada. Quindi, nel 1925 a Copenaghen e nel 1927 in Giappone. In Francia si presentò anche in numerose mostre personali, delle quali l'ultima fu nel '43, un anno prima di morire, presso la galleria "La Boétie" di Parigi.
A partire dal 1976, la sua famiglia donò oltre centoventi opere al comune di Fougères, conservate oggi nel Museo Emmanuel-de-La-Villéon,, che occupa un edificio a porticati del XVI secolo nella parte alta della città. Queste opere sono regolarmente oggetto di mostre..

## Galleria d'immagini

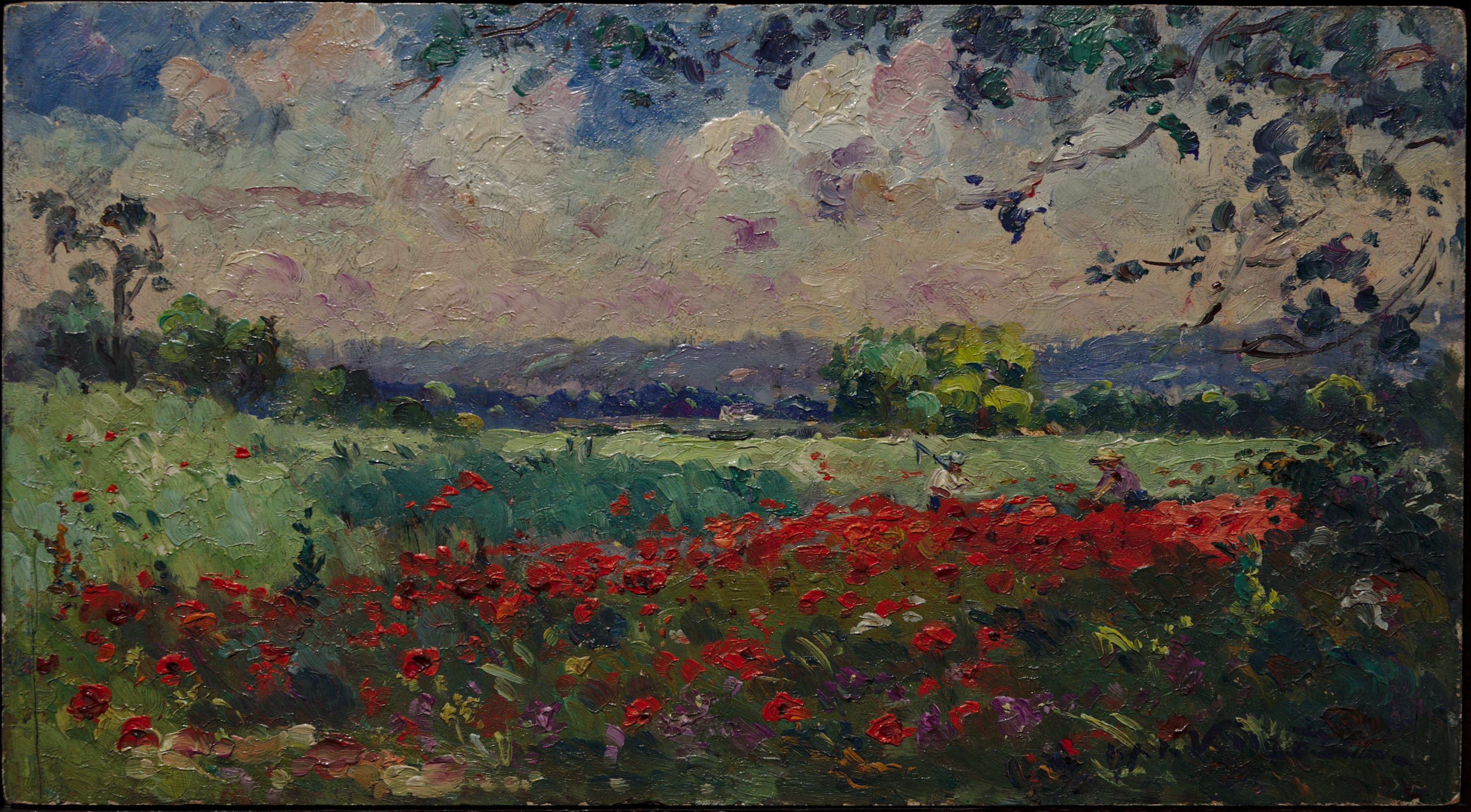
Studio di papaveri
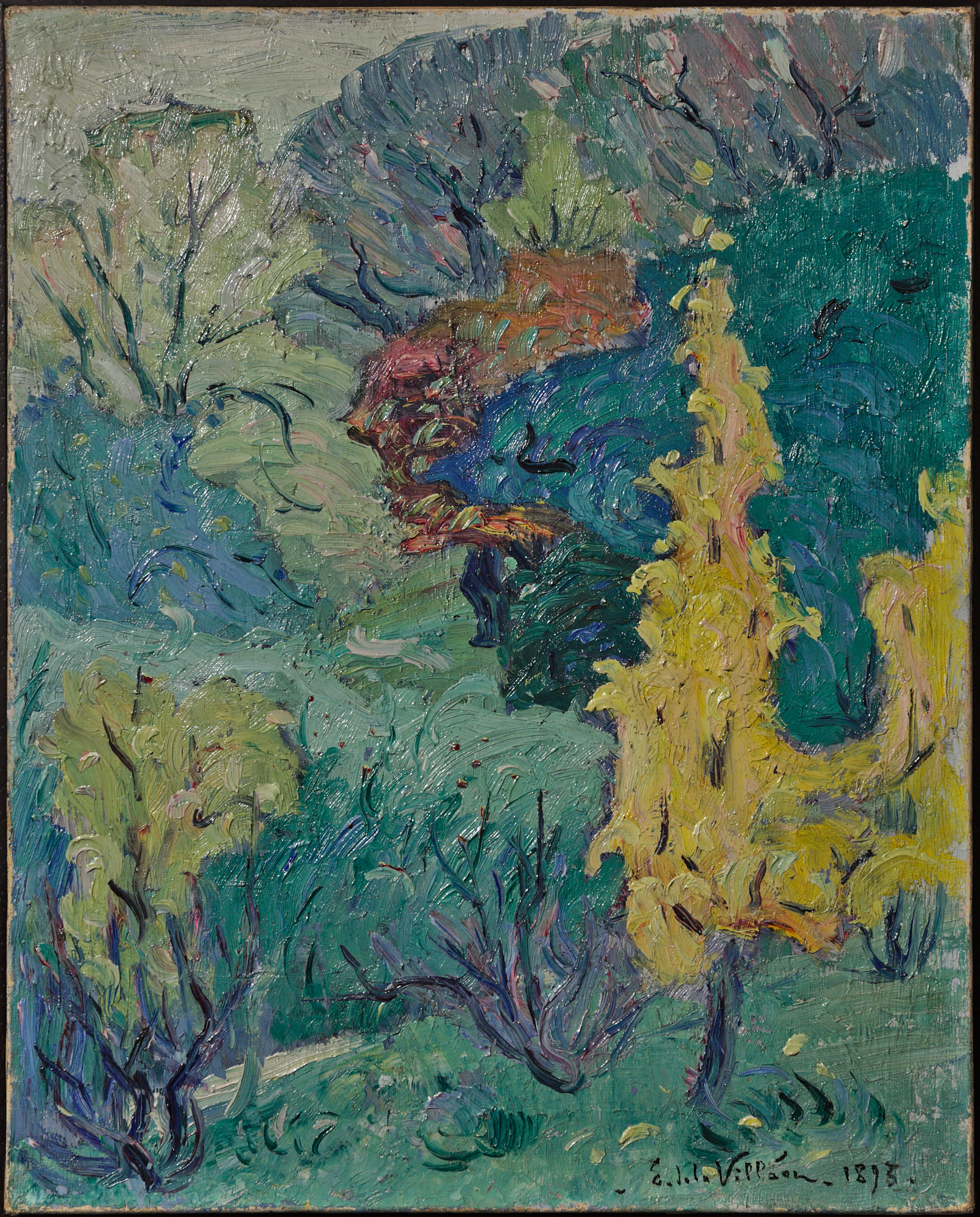
Ricerche decorative
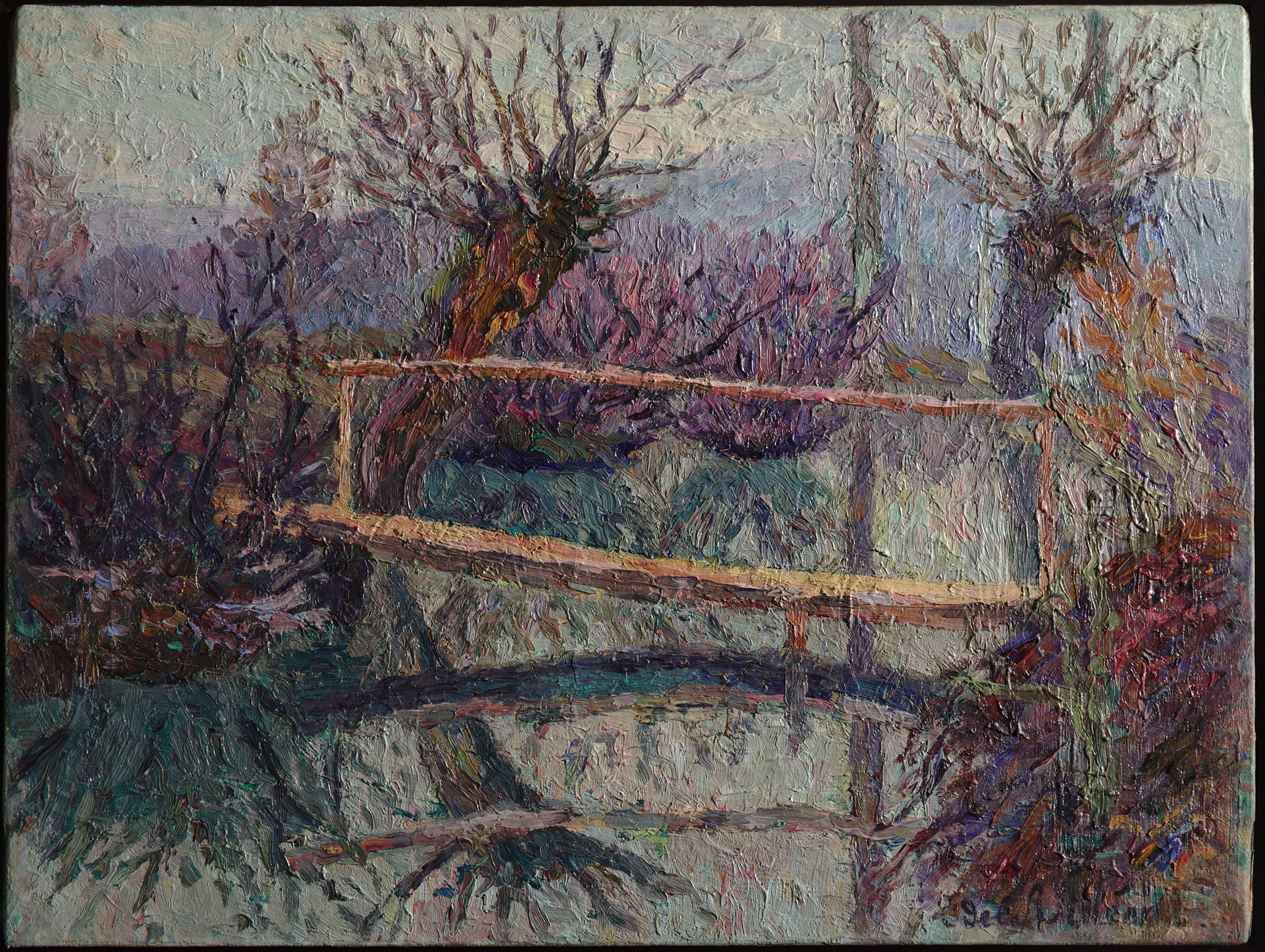
Passerella della Cannerie

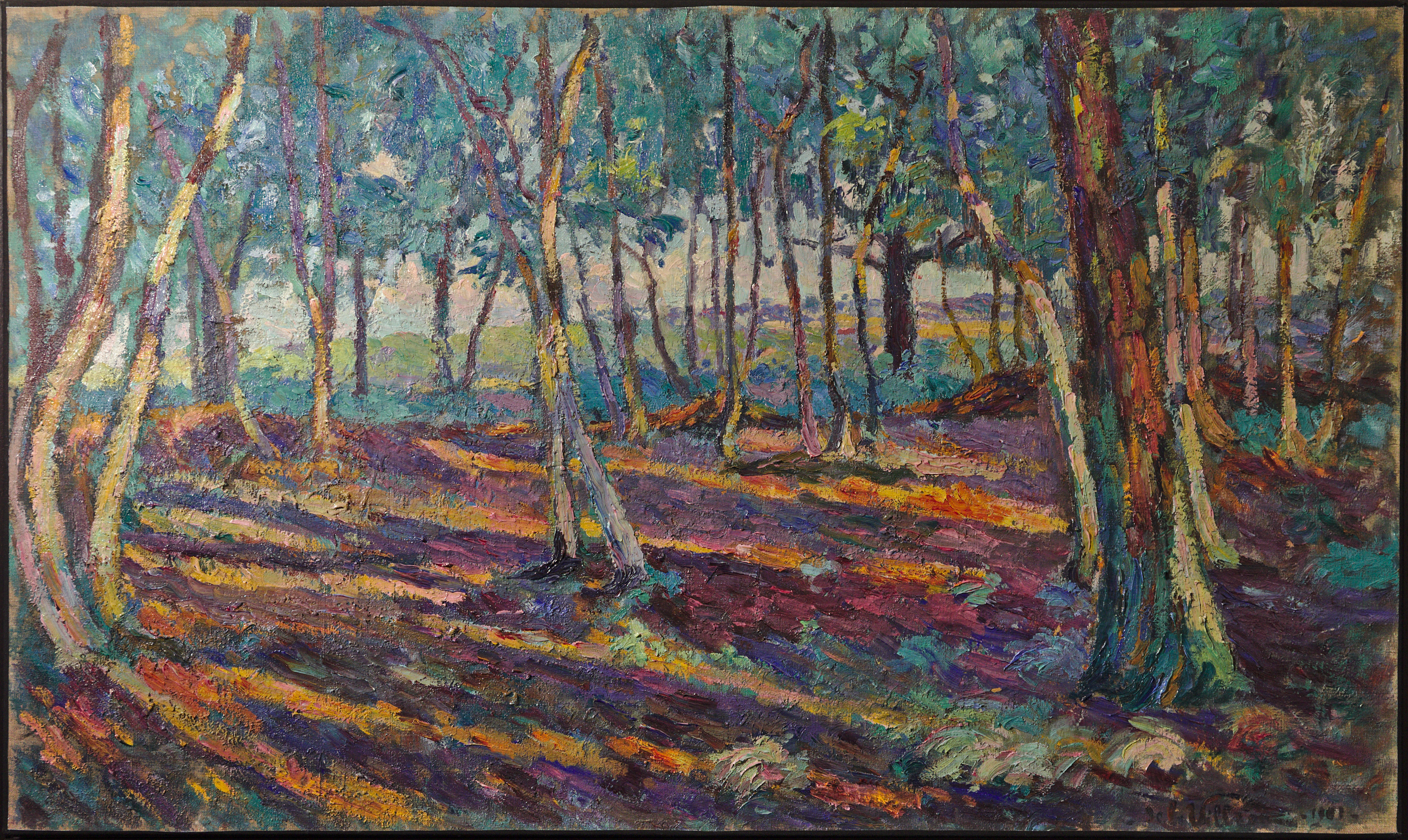
Al levar del sole
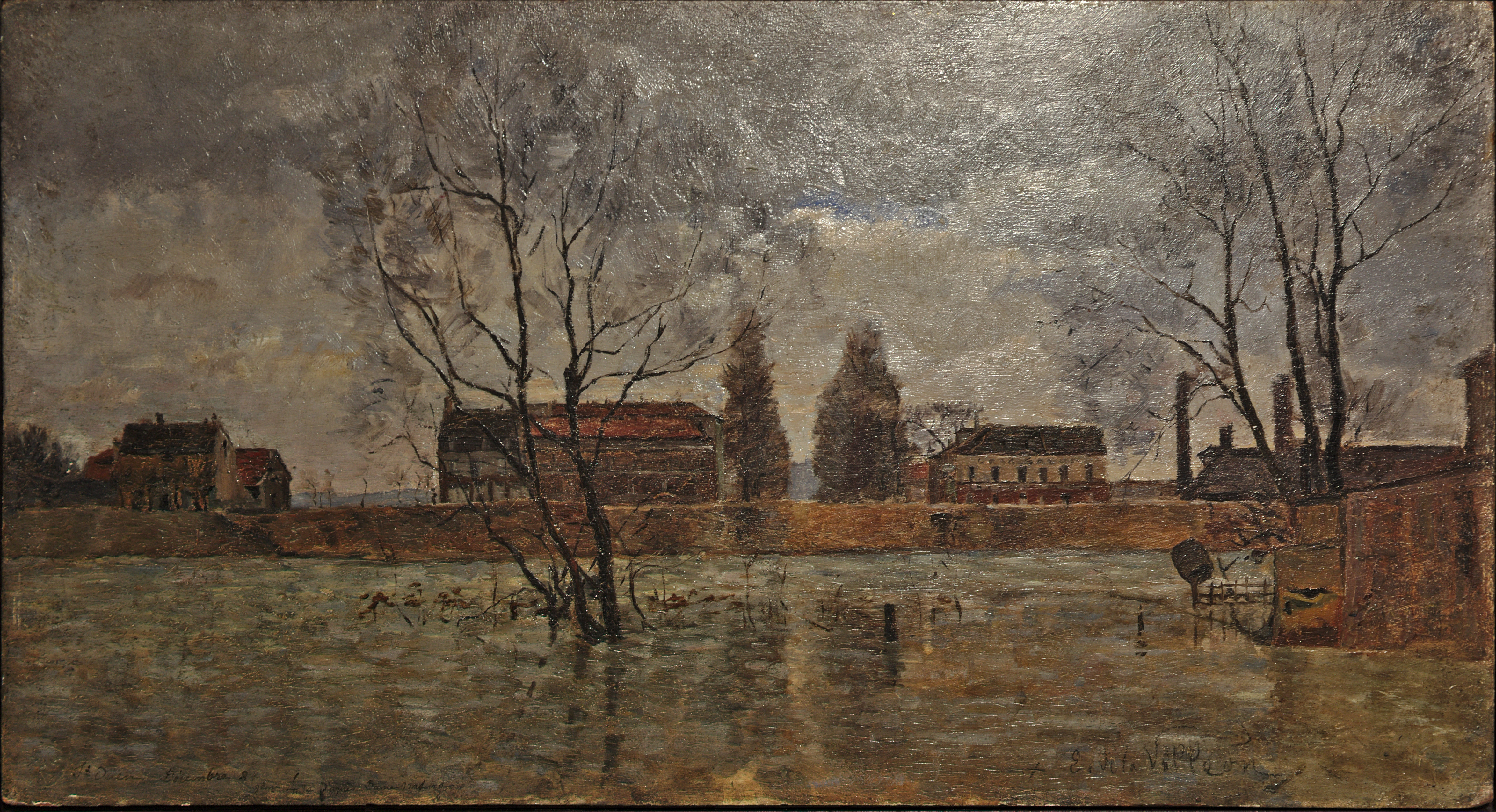
Inondazione presso Nanterre
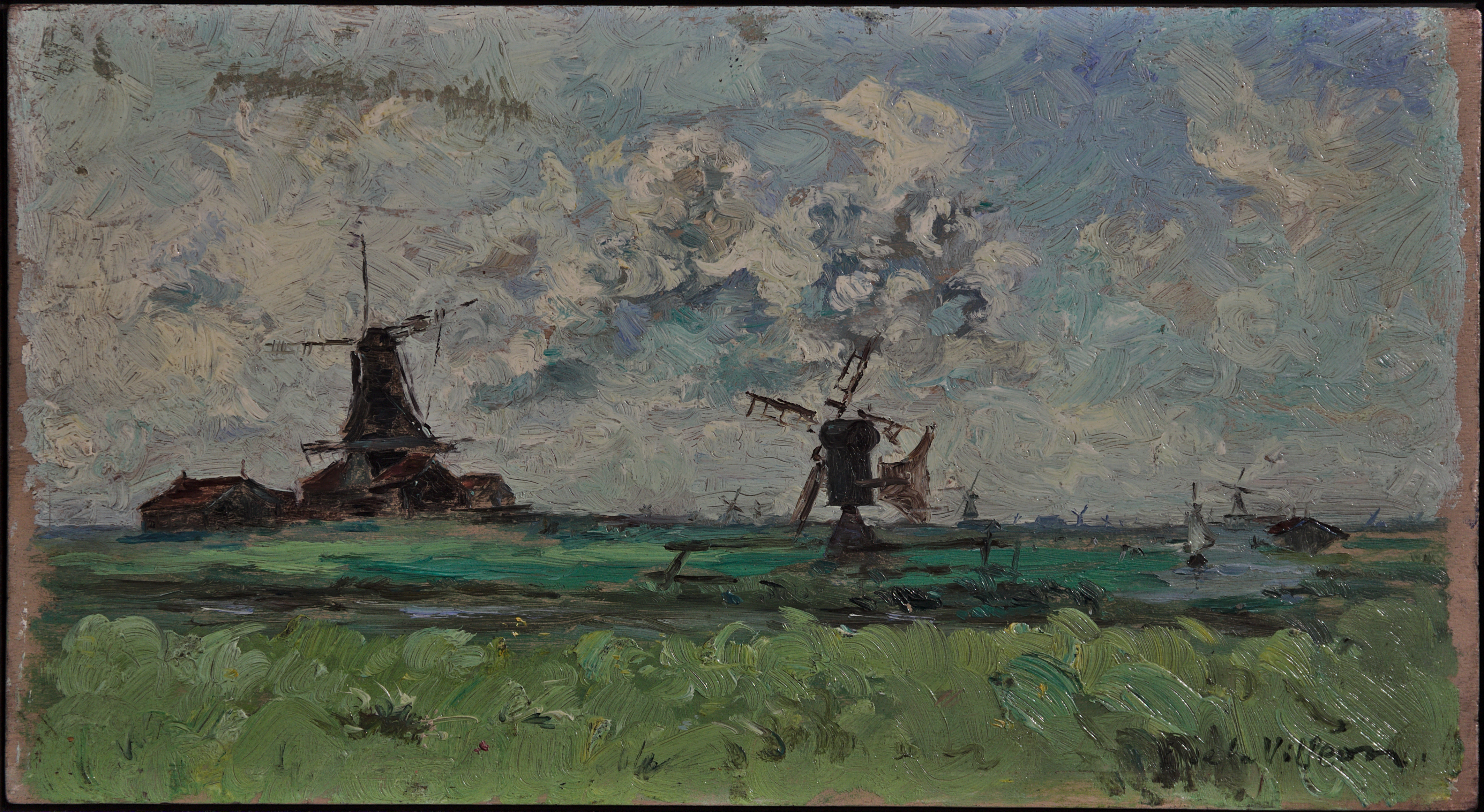
Mulino sul bordo dell'acqua

## Opere
Elenco parziale.
- Fougères, Museo Emmanuel-de-la-Villéon:
  - Les Foins dans le champ du parc de Salvar, olio su tela
  - Sur la route de Noréaz, près d'Yverdon en Suisse,  olio su tela
  - Sous-bois en automne à Salvar,  olio su tela
  - Neige dans l'île de la Jatte,  olio su tela
  - Zaandam (Hollande), olio su cartone
  - Le Chariot à Salvar, olio su cartone
  - Autoportrait, 1889,  olio su tela
- Opere repertoriate (elenco parziale):
  - Femme assise au bord du lac, 1911, tempera su carta[4]
  - Les Bruyères, 1925,  olio su tela[5]

## Mostre
- 1918, negli Stati uniti e in Canada
- 1925, a Copenaghen
- 1927, a Tokyo, mostra d'arte francese contemporanea
- 1970, dal 21 maggio al 21 giugno. La Villéon, Parigi, galleria Jean de Ruaz
- 1998-1999, dal 10 ottobre al 14 marzo, Museo della "Maison Fournaise"